# Denys Prokopenko
Denys Hennadijowycz Prokopenko (ukr. Денис Геннадійович Прокопенко, ur. 27 czerwca 1991) – ukraiński oficer, podpułkownik Gwardii Narodowej Ukrainy, dowódca Oddziału Specjalnego „Azow”, uczestnik wojny rosyjsko-ukraińskiej, Bohater Ukrainy (19 marca 2022).

## Życiorys
Jest potomkiem etnicznych Karelów. Jego dziadek walczył w wojnie radziecko-fińskiej (zimowej) 1939–1940.
Ukończył studia z filologii germańskiej na Instytucie Filologii Kijowskiego Uniwersytetu Narodowego im. Tarasa Szewczenki ze specjalnością „nauczanie języka angielskiego”. Jednocześnie uprawiał sport. Jest jednym z aktywnych kibiców („ultrasów”) „biało-niebieskiego” klubu piłkarskiego Dynamo Kijów.
Od 2014 roku uczestniczył w operacji antyterrorystycznej na wschodniej Ukrainie w ramach Pułku „Azow”. W jego szeregach wykazał się zdolnościami przywódczymi, został dowódcą plutonu, kompanii, a później batalionu. 25 marca został odznaczony Medalem „Za wojskową służbę Ukrainie”. We wrześniu 2017 został mianowany dowódcą Oddziału Specjalnego „Azowa”.

## Inwazja Rosji na Ukrainę (2022)
7 marca 2022 roku, podczas rosyjskiej inwazji na Ukrainę, już jako dowódca Pułku „Azow”, Denys Prokopenko w opublikowanym filmiku wezwał do zamknięcia nieba nad Ukrainą i zbiórki pieniędzy dla zapobieżenia katastrofie humanitarnej w Mariupolu, «ponieważ wróg łamie prawo konfliktów zbrojnych, strzelając do ludności cywilnej i niszcząc infrastrukturę miejską, a także prowadzi na ludności Mariupola ludobójstwo».
8 maja udzielił wywiadu „Ukraińskiej Prawdzie” z oblężonych zakładów „Azowstal”, w którym ostro skrytykował wyższe dowództwo wojskowe.
11 maja papież Franciszek spotkał się w Watykanie z żonami żołnierzy Pułku „Azow”, Kateryną Prokopenko i Julią Fedosiuk.
16 maja Denys Prokopenko poinformował w nagraniu wideo, że rozpoczęła się ewakuacja garnizonu Mariupola z Azowstali. 20 maja, w innym filmie z 86. dnia obrony Mariupola, poinformował o odebraniu rozkazu najwyższego dowództwa wojskowego, według którego ma ratować życie i zdrowie żołnierzy garnizonu oraz ograniczać obronę miasta. Spełnione zostały priorytetowe wymagania dotyczące ewakuacji cywilów, rannych i zabitych.
21 września 2022 r. w ramach wymiany jeńców Prokopenko został zwolniony z rosyjskiej niewoli i wraz z jeszcze czterema innymi dowódcami-obrońcami Azowstalu (dowódcą 36. brygady piechoty morskiej Serhijem Wołynśkim, Swiatosławem Pałamarem, Denysem Szłehą i Ołehem Chomenko) trafił do Turcji, gdzie cała piątka miała przebywać jako internowani do końca wojny rosyjsko-ukraińskiej. W lipcu 2023 – przy okazji wizyty w Turcji prezydenta Ukrainy Zełenskiego – Prokopenko i pozostali czterej dowódcy wrócili wraz z prezydentem do Ukrainy; według strony rosyjskiej zgoda Turcji na ich powrót miałaby być naruszeniem zawartego między Putinem a Erdoganem porozumienia w tej sprawie.

## Źródła
- Nicole Winfield, Wives of Mariupol defenders to pope: 'You are our last hope' / The Washington Post, 11.5.2022.
- Nick Squires, Azovstal wives beg Pope Francis to ‘talk to Putin and save our husbands’ / The Daily Telegraph – 11.05.2022.
- Wives of Mariupol defenders appeal for soldiers’ evacuation / The Washington Post, 30.4.2022.
- Сергій Коваленко, «Ми досить міцні, щоб кров'ю і потом відвойовувати нашу землю…» – Герой України Денис Прокопенко / АрміяInform, 23.3.2022.